# O Nordés
O Nordés és una sèrie de televisió de ficció emesa per Televisión de Galicia durant la temporada 2009-2010, i que es desenvolupa en la redacció d'un modest diari de la ciutat de Vigo. Es va estrenar el 17 de setembre de 2009.

## Argument
La sèrie narra els casos professionals i els conflictes de relació que es produeixen en la redacció d '"O Nordés", un modest i centenari diari de la ciutat de Vigo. Els seus protagonistes són els periodistes. Cada capítol s'estructura d'acord amb la rutina de treball de cada dia, des de la primera reunió matinal del consell editorial fins que els lectors la reben a primera hora de l'endemà.
L'empresa familiar que gestiona “O Nordés” travessa un mal moment econòmic i es troba sota la pressió d'un comprador perquè prengui el control. No obstant això, més enllà del diari i els periodistes, les principals històries explicades a la sèrie són les que sorgeixen dels casos que els professionals de la informació tracten dia a dia: esdeveniments, qüestions d'actualitat i interès humà.

## Repartiment

### Principal
- Mabel Rivera (Amelia, editora i propietària, vidua d'Alfredo Canido)
- Xosé Manuel Olveira "Pico" (Horacio Oliveira, director)
- Monti Castiñeiras (Mateo Rúa, subdirector)
- Ledicia Sola (Eva Mouzo, redactora cap de local)
- Olalla Salgado (Álex López, redactora)
- Víctor Fábregas (Antonio Esteiro, redactor d'esports)
- Evaristo Calvo (Hermida, redactor cap d'economia)
- Marián Bañobre (Olga Alvelo, redactora cap de cultura i societat)
- Isabel Risco (Sabela Otero, becària en pràctiques)
- Xulio Abonjo (Paulo Castro, reporter)
- Xacobo Prieto (Lois Cedeira, fotògraf)
- Marcos Orsi (Wilson Alves, director comercial)
- Belén Constenla (Celsa Budiño, netejadora)
- Alfonso Agra (Urbano Puga, empresari i antic "narco")
- Xoel Fernández (Arturo, advocat)
- Manuel Regueiro (Adrián, xicot d'Eva)
- Maxo Barjas (Celia Lago, muller de Caride)

### Abandonaren
- Fernando Morán (Alfredo Canido, editor i amo del diari)

### Episòdic
- Sergio Pazos
- Cristina Castaño
- César Cambeiro
- Suso Lista
- Santi Romay
- Marta Larralde
- Xavier Estévez
- Santi Prego

## Capítols i audiències
| PRIMERA TEMPORADA |                                                |                                |         |       |
| 1                 | "O centenario"                                 | Dijous 17 de setembre de 2009  | 120.000 | 12,7% |
| 2                 | "O mellor oficio do mundo"                     | Dijous 24 de setembre de 2009  | s/d     | s/d   |
| 3                 | "O racismo vende xornais"                      | Dijous 1 d'octubre de 2009     | 121.000 | 11,1% |
| 4                 | "Tamén estamos no negocio"                     | Dimarts 6 d'octubre de 2009    | s/d     | s/d   |
| 5                 | "Unha foto atopada nun taxi"                   | Dimarts 13 d'octubre de 2009   | 71.000  | 7,6%  |
| 6                 | "Gasóleo, restos de peixe e pintura de barcos" | Dimarts 20 d'octubre de 2009   | 87.000  | 8,5%  |
| 7                 | "A mellor maneira de comezar o día"            | Dimarts 27 d'octubre de 2009   | 96.000  | 9,6%  |
| 8                 | "Un narcotraficante aburrido"                  | Dimarts 3 de novembre de 2009  | 110.000 | 11,3% |
| 9                 | "Son só negocios"                              | Dimarts 10 de novembre de 2009 | 59.000  | 5,8%  |
| 10                | "Unha botella de ron"                          | Dimarts 17 de novembre de 2009 | 138.000 | 13,5% |
| 11                | "Puido ser bonito, moi bonito"                 | Dimarts 24 de novembre de 2009 | 73.000  | 7,8%  |
| 12                | "Lisboa"                                       | Dimarts 1 de desembre de 2009  | 120.000 | 10,9% |
| 13                | "O vigués do ano"                              | Dimarts 8 de desembre de 2009  | 107.000 | 10,2% |

## Guardons i premis
Premis Mestre Mateo
| Any  | Categoria                 | Receptor                        | Resultat   |
| ---- | ------------------------- | ------------------------------- | ---------- |
| 2009 | Millor sèrie de televisió | CTV i Zopilote                  | Nominat    |
| 2009 | Millor realizador         | Marta Piñeiro i Alfonso Zarauza | Guanyadors |
| 2009 | Millor música original    | Piti Sanz i Iván Laxe           | Guanyadors |